# Grosser Rat (Basel-Stadt)

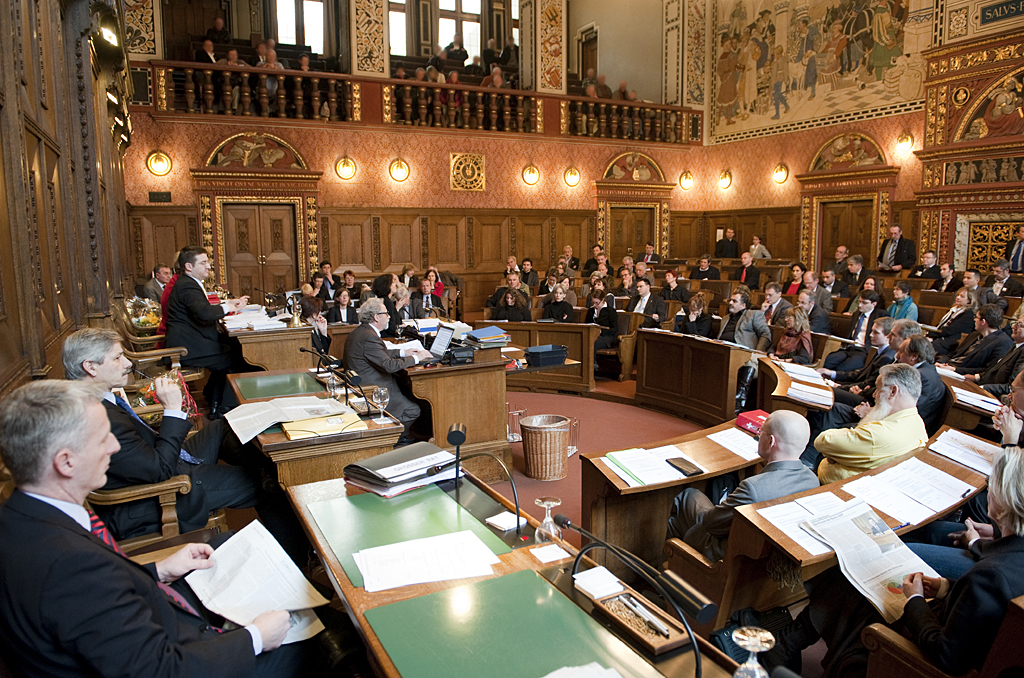
Grosser Rat, Basel

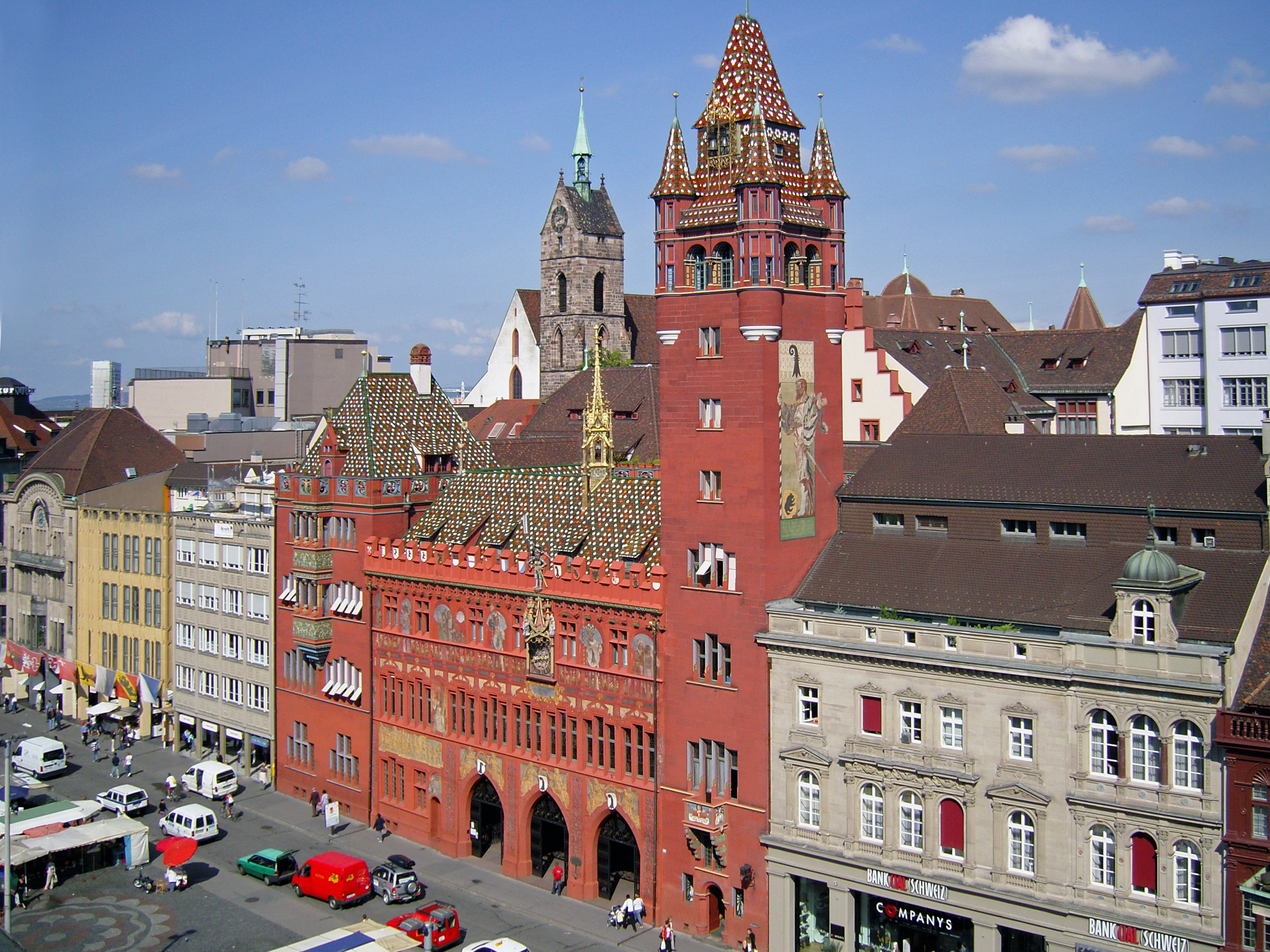
Rathaus Basel

Der Grosse Rat des Kantons Basel-Stadt ist das Kantonsparlament von Basel-Stadt in der Schweiz. Er tagt im Rathaus von Basel und ist die gesetzgebende und oberste aufsichtführende Behörde des Kantons. Seine Sitzungen finden in der Regel zweimal pro Monat statt, sind öffentlich und werden auch online per Internetauftritt des Grossen Rates live übertragen. Die Zahl seiner Mitglieder wurde im Januar 2009 auf Grund der neuen Kantonsverfassung von 130 auf 100 reduziert. Die aktuelle Legislaturperiode dauert von Februar 2021 bis Januar 2025.

## Aufgaben
Wie die meisten demokratischen Parlamente ist der Grosse Rat als Legislative in erster Linie für die Gesetzgebung zuständig, daneben übt er die Oberaufsicht über die Kantonsverwaltung, die Regierung und die Justiz aus. Er erlässt alle grundlegenden und wichtigen Bestimmungen in Form von Gesetzen (§ 83 Kantonsverfassung). Er legt die Steuern und Abgaben fest, bewilligt Kredite und genehmigt das Budget sowie die Staatsrechnung. Weiter wählt er die Richter der vier kantonalen Gerichte. Schliesslich hat er auch eine wichtige Stadtentwicklungsaufgabe, indem er Bebauungspläne und Zonenänderungen für die Stadt Basel bewilligen muss.
Dringliche Gesetze, die keinen Aufschub erlauben, können mit einer Mehrheit von zwei Dritteln der anwesenden Mitglieder per sofort in Kraft gesetzt werden (§ 84 Kantonsverfassung). Als beschlussfähig gilt der Grosse Rat, wenn mindestens die Hälfte seiner Mitglieder anwesend ist (§ 98 Kantonsverfassung). Sofern die Verfassung oder ein Gesetz nichts anderes bestimmen, werden Beschlüsse mit einfacher Mehrheit entschieden (§ 29 Geschäftsordnung des Grossen Rates).
Der Grosse Rat ist insofern ein staatspolitisches Unikum in der Schweiz, als er die Legislative des Kantons Basel-Stadt und der Stadt Basel ist; er ist damit für kantonale wie auch für kommunale Belange zuständig.
Wie alle anderen Kantonsparlamente der Schweiz ist auch der Basler Grosse Rat ein Milizparlament. Er tagt in der Regel zwei Mal pro Monat in öffentlicher Sitzung im Basler Rathaus. Die meisten der vom Grossen Rat zu behandelnden Vorlagen werden vorgängig von Kommissionen studiert. Der Grosse Rat kennt 13 ständige Kommissionen. Sieben sind Sachkommissionen, zwei sind Oberaufsichtskommissionen (Geschäftsprüfungskommission und Finanzkommission).
Grossratsbeschlüsse unterliegen obligatorisch der Volksabstimmung, wenn es um Verfassungsrevisionen, formulierte Initiativen, Staatsverträge mit verfassungsänderndem Inhalt oder Änderungen des Kantonsgebiets geht. Das Gleiche gilt für unformulierte Initiativen, die vom Grossen Rat abgelehnt oder denen ein Gegenvorschlag gegenübergestellt wurde, und für Vorlagen, die der Grosse Rat aus unformulierten Initiativen erstellt hat (obligatorisches Referendum, § 51 Kantonsverfassung). Zusätzlich besteht die Möglichkeit des fakultativen Referendums für Gesetzesänderungen sowie Ausgabenbeschlüsse über mehr als 1,5 Millionen Franken. Hierzu ist die Zustimmung von 2000 Stimmberechtigten innerhalb von 42 Tagen nach der Publikation des Beschlusses erforderlich (§ 52 Kantonsverfassung). Ausserdem besteht das sogenannte Initiativrecht. 3000 Stimmberechtigte können den Erlass, die Aufhebung oder Änderung eines Gesetzes, von Verfassungsbestimmungen oder anderen Grossratsbeschlüssen verlangen. Diese Initiativen müssen innerhalb von 18 Monaten ab Publikation mit der nötigen Anzahl an Unterschriften eingereicht werden (§ 47 Kantonsverfassung).

## Geschichte

Der Saal 1990

Bilder im Saal

Der Begriff Grosser Rat wird in Basel seit 1380 verwendet. Der damalige Grosse Rat war jedoch lediglich ein Gremium, welches nach Belieben vom Kleinen Rat (der eigentlichen Machtzentrale) einberufen wurde. Die meisten der (seinerzeit) 200 Mitglieder des Grossen Rates waren Zunftleute, während der Kleine Rat von Adligen und Patriziern dominiert wurde. Zwischen 1803 und 1833 (als sich die ländlichen Gebiete als Kanton Basel-Landschaft abspalteten) war der Grosse Rat das oberste Organ des Kantons Basel. Nach der Gründung des Halbkantons Basel-Stadt gab es in Basel einen Grossen Rat (Kantonsparlament) und einen Stadtrat (Stadtparlament). Seit 1875 regelt der Grosse Rat sämtliche legislativen Belange sowohl der Stadt Basel als auch des Kantons Basel-Stadt. Dem Kanton gehören neben der Stadt Basel noch zwei weitere Gemeinden an (Riehen und Bettingen), welche über eigene kommunale Organe und Behörden verfügen. Im selben Jahr wurde das Wahlrecht auf alle männlichen Schweizer ausgeweitet, während zuvor nur die wohlhabenden Bürger wahlberechtigt waren. Dies ist die eigentliche Geburtsstunde des heutigen Grossen Rates als demokratisch gewähltes oberstes Organ des Kantons und der Stadt.
1905 wurde das Proporzwahlrecht und 1966 das Frauenstimm- und -wahlrecht eingeführt. Am 17. März 1968 konnten die Baslerinnen und Basler erstmals Frauen in den Grossen Rat wählen – 14 Frauen wurden gewählt, darunter die schweizweit bekannte Kulturschaffende Trudi Gerster.
Die neue Kantonsverfassung vom 13. Juli 2006 legt die Zahl der Mitglieder des Grossen Rates auf 100 fest, was zu einer Reduktion der Mandate bei den Wahlen vom Herbst 2008 führte.

## Historische Wahlergebnisse
Die Ergebnisse der Wahlen zum Grossen Rat (Wähleranteile, Sitzverteilung) seit 1902 finden sich im Artikel Ergebnisse der Parlamentswahlen im Kanton Basel-Stadt.

## Parteien
- BastA!: 6
- Grüne: 12
- SP: 31
- GLP: 7
- EVP: 4
- Mitte: 7
- LDP: 12
- AB: 1
- FDP: 7
- SVP: 12
- VA: 1

Im Grossen Rat sind folgende Parteien vertreten (Stand Februar 2025):
| Partei/Bündnis                                                        | Abk    | Sitze    |
| --------------------------------------------------------------------- | ------ | -------- |
| Sozialdemokratische Partei                                            | SP     | 31 Sitze |
| Grüne                                                                 | Grüne  | 12 Sitze |
| Liberal-Demokratische Partei                                          | LDP    | 12 Sitze |
| Schweizerische Volkspartei                                            | SVP    | 12 Sitze |
| Grünliberale Partei                                                   | glp    | 7 Sitze  |
| Freisinnig-Demokratische Partei                                       | FDP    | 7 Sitze  |
| Christlichdemokratische Volkspartei                                   | CVP    | 7 Sitze  |
| Basels starke Alternative                                             | BastA! | 6 Sitze  |
| Evangelische Volkspartei                                              | EVP    | 4 Sitz   |
| Volks-Aktion gegen zu viele Ausländer und Asylanten in unserer Heimat | VA     | 1 Sitz   |
| Aktives Bettingen                                                     | AB     | 1 Sitz   |

## Mitglieder
Die Anzahl der Mitglieder beträgt 100 (§ 80 Kantonsverfassung). Die Mitglieder des Grossen Rates werden für eine Amtsdauer von vier Jahren gewählt (§ 73 Kantonsverfassung). Es sind maximal vier Amtsperioden möglich, wobei angebrochene Amtsperioden wie volle gezählt werden (§ 82 Kantonsverfassung). Die Legislaturperiode beginnt jeweils in der ersten Februarhälfte nach den Wahlen (§ 33 Wahlgesetz).

### Wahlrecht
Für den Zeitraum ab den Wahlen 2012 traten diverse Änderungen in Kraft. Listenverbindungen unter Parteien sind seit den Wahlen von 2012 nicht mehr zulässig. Auch die Quorums-Regelung wurde geändert. Vormals musste eine Partei mindestens 5 Prozent der Wählerstimmen in einem der vier (Proporz-)Wahlkreise erhalten, um in der Sitzverteilung berücksichtigt zu werden. Nun gilt ein nach Wahlkreisen getrenntes 4-Prozent-Quorum; eine Partei ist also in der Sitzzuteilung eines Proporz-Wahlkreises zu berücksichtigen, wenn sie mindestens 4 Prozent der Stimmen erhalten hat.
Die Sitzzuteilung nach dem «doppeltproportionalen Zuteilungsverfahren», die in den Kantonen Zürich, Aargau und Schaffhausen inzwischen über alle Wahlkreise hinweg erfolgt, wurde vom Basler Grossrat als zu schwer nachvollziehbar abgelehnt. Es blieb bei einer nach Wahlkreisen getrennten Sitzzuteilung, jedoch wird statt des Hagenbach-Bischoff-Verfahrens nun das Sainte-Laguë-Verfahren angewendet, welches keine Bevorzugung grosser Parteien mehr ermöglicht. Basel-Stadt ist seither der erste Schweizer Kanton, der das Sainte-Laguë-Sitzzuteilungsverfahren anwendet.
Dies machte sich im Wahlergebnis von 2012 deutlich bemerkbar. So führten etwa Stimmengewinne der Sozialdemokraten zu keinem nennenswerten Zuwachs bei den Mandaten, da sie als mit Abstand stärkste Partei vom bisherigen Hagenbach-Bischoff-Verfahren bevorzugt wurde.
Mit einer Änderung der Kantonsverfassung vom 12. Februar 2017 schaffte der Kanton Basel-Stadt das Quorum für die Wahl des Grossen Rates ab. Bei den Wahlen vom Herbst 2020 wurden keine Quoren mehr angewendet.

### Sitzordnung
Die Regelung vieler Parlamente, dass die Abgeordneten nach Fraktionen geordnet sitzen, gilt in Basel nicht.
Die Sitze sind, angefangen bei den innersten Reihen, stets von links nach rechts aus Sicht des Präsidiums durchnummeriert und werden zunächst in der Reihenfolge der Wahlkreise besetzt: Grossbasel Ost, Grossbasel West, Kleinbasel, Riehen, Bettingen. Die innersten Plätze (1–27) werden also von Vertretern aus Grossbasel-Ost besetzt, auf den hintersten Plätzen finden sich Abgeordnete aus Riehen (89–99) und der Vertreter aus Bettingen (100). Innerhalb der so entstehenden Wahlkreis-Fraktionen werden die Sitze dann nach Parteienstärke vergeben, die Partei mit den meisten Vertretern als erste. Die Reihenfolge der Vertreter einer Partei ergibt sich aus dem persönlichen Stimmenergebnis bei der Wahl.

### Wahlkreise
Die Aufteilung des Kantons in Wahlkreise ist im § 42 des Wahlgesetzes festgeschrieben und wurde mit Beginn der Legislaturperiode 2009 letztmals geändert, da die Mandatszahl des Grossen Rats von 130 auf 100 reduziert wurde. Der Kanton wird in fünf Wahlkreise aufgeteilt: Grossbasel-Ost, Grossbasel-West, Kleinbasel, Riehen und Bettingen. Die Verteilung der Mandate auf die Wahlkreise orientiert sich an deren Einwohnerzahl und wird per Grossratsbeschluss nach einer Volkszählung neu festgelegt. Jeder Wahlkreis hat Anspruch auf mindestens einen Abgeordneten.
Die Wahlkreise sind vom Grundsatz her Proporz-Wahlkreise. Steht einem Wahlkreis jedoch nur ein Sitz zu, wird dessen Vertreter nach dem Majorzprinzip gewählt.
Die aktuelle Verteilung der Sitze auf die Bezirke sieht folgendermassen aus:
| Bezirk          | Anzahl Vertreter | Anzahl bis 2009 |
| --------------- | ---------------- | --------------- |
| Grossbasel-Ost  | 27               | 35              |
| Grossbasel-West | 34               | 46              |
| Kleinbasel      | 27               | 34              |
| Riehen          | 11               | 14              |
| Bettingen       | 1                | 1               |

### Unvereinbarkeiten
Mitarbeiter einer kantonalen Behörde sowie Mitarbeiter des Kantons Basel-Stadt, die massgeblich an der Meinungsbildung im Grossen Rat beteiligt sind, dürfen nicht Mitglied des Grossen Rates sein. Werden sie in dieses Gremium gewählt, müssen sie sich entweder für ihre bisherige Tätigkeit oder ihr Grossratsmandat entscheiden. Das Ausbleiben einer solchen Erklärung gilt als Verzicht auf das Grossratsmandat (§§ 46a und 58a Wahlgesetz).

### Keine Vereidigung
Für den Grossen Rat von Basel-Stadt gilt die Besonderheit, dass auf eine Anlobung oder Vereidigung eines Neumitgliedes verzichtet wird, im Gegensatz zu fast allen anderen Kantonsparlamenten. Einzig in Appenzell Innerrhoden wird auf ein solches Gelöbnis ebenfalls verzichtet.

### Entschädigung
Die Entschädigung für die Mitglieder des Grossen Rates ist generell im Gesetz über die Geschäftsordnung des Grossen Rates geregelt; im Speziellen werden die Entschädigungssätze in den Ausführungsbestimmungen zum Gesetz über die Geschäftsordnung des Grossen Rates festgehalten, welche spätestens zum Ende einer Amtsperiode überprüft und bei Bedarf neu festgesetzt werden. Auf den 1. Februar 2012 hin wurden die letzten Änderungen vorgenommen.
Ein Grossratsmitglied erhält seither pro Amtsjahr einen Grundbetrag von 6000 Franken (vormals 4000) und pro halbtägiger Sitzung im Plenum ein Sitzungsgeld von 200 Franken (vormals 150). Für Sitzungen in Kommissionen werden ebenfalls 200 Franken bezahlt. Mitglieder der Finanzkommission und der Geschäftsprüfungskommission werden zusätzlich mit 2000 Franken pro Amtsjahr entschädigt. Der Präsident des Grossen Rates erhält zusätzlich eine einmalige Repräsentations- und Aufwandsentschädigung von 12'000 Franken. Ausserdem erhält er ein erhöhtes Sitzungsgeld von 400 Franken (vormals 300), ebenso wie die Präsidenten der Kommissionen und Subkommissionen.
Neu geregelt wurde im Jahre 2012 auch der Verlust des Sitzungsgeldes. Vormals war dies der Fall, wenn der Abgeordnete zu Sitzungsbeginn oder einem später angeordneten Namenszuruf nicht anwesend war. Seit Juni 2012 muss sich ein Abgeordneter ab Beginn der Sitzung, spätestens 15 Minuten nach Beginn der Sitzung, angemeldet haben; er gilt dann als präsent und hat Anspruch auf das Sitzungsgeld. Er verliert den Anspruch ebenfalls, wenn er bei Feststellung der Beschlussfähigkeit nicht anwesend ist.
Seit 2005 werden auch die Fraktionen mit Beiträgen entschädigt. Seit 2009 steht jeder Fraktion ein Grundbetrag pro Jahr von 10'000 Franken zu plus ein Zusatzbetrag pro Mitglied und Jahr von 500 Franken.

### Aktuelle Mitglieder
Stand: 1. Oktober 2023
| Name                       | Jahrgang | Fraktion (Partei) | Wahlkreis       | Wahljahr                 | Funktion                           |
| -------------------------- | -------- | ----------------- | --------------- | ------------------------ | ---------------------------------- |
| Melanie Aeberhard          | 1991     | SP                | Grossbasel Ost  | 2021                     | Mitglied                           |
| René Brigger               | 1957     | SP                | Grossbasel Ost  | 1988–2001 2013           | Mitglied                           |
| Tim Cuénod                 | 1985     | SP                | Grossbasel Ost  | 2016                     | Mitglied                           |
| Thomas Gander              | 1976     | SP                | Grossbasel Ost  | 2013                     | Fraktionspräsident SP              |
| Barbara Heer               | 1982     | SP                | Grossbasel Ost  | 2018                     | Mitglied                           |
| Lisa Mathys                | 1978     | SP                | Grossbasel Ost  | 2018                     | Mitglied                           |
| Melanie Nussbaumer         | 1986     | SP                | Grossbasel Ost  | 2021                     | Mitglied                           |
| Semseddin Yilmaz           | 1966     | SP                | Grossbasel Ost  | 2018                     | Mitglied                           |
| Catherine Alioth           | 1960     | LDP               | Grossbasel Ost  | 2017                     | Mitglied Ratsbüro                  |
| Raoul I. Furlano           | 1963     | LDP               | Grossbasel Ost  | 2014                     | Fraktionspräsident LDP             |
| Michael Hug                | 1987     | LDP               | Grossbasel Ost  | 2020                     | Mitglied                           |
| Lydia Isler-Christ         | 1964     | LDP               | Grossbasel Ost  | 2020                     | Mitglied                           |
| Annina von Falkenstein     | 1996     | LDP               | Grossbasel Ost  | 2021                     | Mitglied                           |
| Gianna Hablützel-Bürki     | 1969     | SVP               | Grossbasel Ost  | 2017                     | Mitglied                           |
| Pascal Messerli            | 1989     | SVP               | Grossbasel Ost  | 2017                     | Fraktionspräsident SVP             |
| Patrick Fischer            | 1974     | SVP               | Grossbasel Ost  | 2023                     | Mitglied                           |
| Patrizia Bernasconi        | 1966     | GAB               | Grossbasel Ost  | 2003–2016 2021           | Mitglied                           |
| Jérôme Thiriet             | 1982     | GAB               | Grossbasel Ost  | 2019                     | Mitglied                           |
| Oliver Thommen             | 1984     | GAB               | Grossbasel Ost  | 2020                     | Mitglied                           |
| Jo Vergeat                 | 1994     | GAB               | Grossbasel Ost  | 2019                     | Mitglied Ratsbüro                  |
| Erich Bucher               | 1951     | FDP               | Grossbasel Ost  | 2013                     | Fraktionspräsident FDP             |
| David Jenny                | 1960     | FDP               | Grossbasel Ost  | 2013                     | Mitglied Ratsbüro                  |
| Christoph Hochuli          | 1978     | Die Mitte/EVP     | Grossbasel Ost  | 2021                     | Mitglied                           |
| Franz-Xaver Leonhardt      | 1969     | Die Mitte/EVP     | Grossbasel Ost  | 2021                     | Mitglied                           |
| Bruno Lötscher-Steiger     | 1954     | Die Mitte/EVP     | Grossbasel Ost  | 2022                     | Mitglied                           |
| Claudia Baumgartner        | 1968     | GLP               | Grossbasel Ost  | 2021                     | Mitglied                           |
| Tobias Christ              | 1981     | GLP               | Grossbasel Ost  | 2021                     | Mitglied                           |
| Nicole Amacher             | 1972     | SP                | Grossbasel West | 2018                     | Mitglied                           |
| Alexandra Dill             | 1982     | SP                | Grossbasel West | 2017                     | Mitglied                           |
| Seyit Erdogan              | 1974     | SP                | Grossbasel West | 2013                     | Mitglied                           |
| Amina Trevisan             | 1973     | SP                | Grossbasel West | 2022                     | Mitglied                           |
| Leoni Bolz                 | 1990     | SP                | Grossbasel West | 2023                     | Mitglied                           |
| Claudio Reto Miozzari      | 1977     | SP                | Grossbasel West | 2017                     | Statthalter                        |
| Jean-Luc Perret            | 1976     | SP                | Grossbasel West | 2019                     | Mitglied                           |
| Pascal Pfister             | 1976     | SP                | Grossbasel West | 2013                     | Mitglied                           |
| Daniel Sägesser            | 1987     | SP                | Grossbasel West | 2020                     | Mitglied                           |
| Christian von Wartburg     | 1967     | SP                | Grossbasel West | 2012                     | Mitglied                           |
| Stefan Wittlin             | 1984     | SP                | Grossbasel West | 2019                     | Mitglied                           |
| Oliver Bolliger            | 1971     | GAB               | Grossbasel West | 2017                     | Mitglied                           |
| Raphael Fuhrer             | 1986     | GAB               | Grossbasel West | 2016                     | Mitglied                           |
| Raffaela Hanauer           | 1993     | GAB               | Grossbasel West | 2020                     | Mitglied                           |
| Laurin Hoppler             | 2001     | GAB               | Grossbasel West | 2021                     | Mitglied                           |
| Anina Ineichen             | 1986     | GAB               | Grossbasel West | 2021                     | Mitglied                           |
| Fina Girard                | 2001     | GAB               | Grossbasel West | 2023                     | Mitglied                           |
| Lea Wirz                   | 1988     | GAB               | Grossbasel West | 2021                     | Mitglied                           |
| Beat K. Schaller           | 1955     | SVP               | Grossbasel West | 2017                     | Mitglied                           |
| Roger Stalder              | 1968     | SVP               | Grossbasel West | 2019                     | Mitglied                           |
| Daniela Stumpf             | 1962     | SVP               | Grossbasel West | 2014                     | Mitglied                           |
| Joël Thüring               | 1983     | SVP               | Grossbasel West | 2005–2006 2013           | Mitglied Ratsbüro                  |
| Lukas Faesch               | 1956     | LDP               | Grossbasel West | 2021                     | Mitglied                           |
| Philip Karger              | 1960     | LDP               | Grossbasel West | 2022                     | Mitglied                           |
| Nicole Kuster              | 1978     | LDP               | Grossbasel West | 2023                     | Mitglied                           |
| Christian C. Moesch        | 1973     | FDP               | Grossbasel West | 2016–2021 2023           | Mitglied                           |
| Gabriel Nigon              | 1956     | LDP               | Grossbasel West | 2023                     | Mitglied                           |
| Luca Urgese                | 1986     | FDP               | Grossbasel West | 2014                     | Mitglied                           |
| Brigitte Gysin             | 1972     | Die Mitte/EVP     | Grossbasel West | 2021                     | Mitglied                           |
| Andrea Elisabeth Knellwolf | 1966     | Die Mitte/EVP     | Grossbasel West | 2014                     | Mitglied                           |
| Andrea Strahm              | 1955     | Die Mitte/EVP     | Grossbasel West | 2021                     | Fraktionspräsidentin Die Mitte/EVP |
| Brigitte Kühne             | 1978     | GLP               | Grossbasel West | 2021                     | Mitglied                           |
| Niggi Daniel Rechsteiner   | 1965     | GLP               | Grossbasel West | 2021                     | Mitglied                           |
| David Wüest-Rudin          | 1970     | GLP               | Grossbasel West | 2009–2013 2015           | Fraktionspräsident GLP             |
| Ivo Balmer                 | 1984     | SP                | Kleinbasel      | 2021                     | Mitglied                           |
| Beda Baumgartner           | 1991     | SP                | Kleinbasel      | 2018                     | Mitglied                           |
| Salome Bessenich           | 1989     | SP                | Kleinbasel      | 2021                     | Mitglied                           |
| Jessica Brandenburger      | 1992     | SP                | Kleinbasel      | 2019                     | Mitglied                           |
| Edibe Gölgeli              | 1978     | SP                | Kleinbasel      | 2015                     | Mitglied                           |
| Christine Keller           | 1959     | SP                | Kleinbasel      | 1984–1997 2001–2013 2023 | Mitglied                           |
| Mahir Kabakci              | 1995     | SP                | Kleinbasel      | 2021                     | Mitglied                           |
| Georg Mattmüller           | 1968     | SP                | Kleinbasel      | 2014                     | Mitglied                           |
| Michela Seggiani           | 1974     | SP                | Kleinbasel      | 2019                     | Mitglied                           |
| Anouk Feurer               | 2000     | GAB               | Kleinbasel      | 2022                     | Mitglied                           |
| Harald Friedl              | 1972     | GAB               | Kleinbasel      | 2016                     | Mitglied                           |
| Nicola Goepfert            | 1991     | GAB               | Kleinbasel      | 2022                     | Mitglied                           |
| Heidi Mück                 | 1964     | GAB               | Kleinbasel      | 2004–2016 2021           | Mitglied                           |
| Fleur Weibel               | 1983     | GAB               | Kleinbasel      | 2021                     | Mitglied                           |
| Tonja Zürcher              | 1983     | GAB               | Kleinbasel      | 2016                     | Fraktionspräsidentin GAB           |
| Lorenz Amiet               | 1976     | SVP               | Kleinbasel      | 2019                     | Mitglied                           |
| Stefan Suter               | 1964     | SVP               | Kleinbasel      | 2021                     | Mitglied                           |
| André Auderset             | 1959     | LDP               | Kleinbasel      | 2010                     | Mitglied                           |
| Alex Ebi                   | 1964     | LDP               | Kleinbasel      | 2020                     | Mitglied                           |
| Adrian Iselin              | 1980     | LDP               | Kleinbasel      | 2023                     | Mitglied                           |
| Beat Braun-Gallacchi       | 1971     | FDP               | Kleinbasel      | 2015                     | Mitglied                           |
| Daniel Seiler              | 1969     | FDP               | Kleinbasel      | 2023                     | Mitglied                           |
| Bülent Pekerman            | 1977     | GLP               | Kleinbasel      | 2009–2013 2021           | Präsident                          |
| Johannes Sieber            | 1975     | GLP               | Kleinbasel      | 2021                     | Mitglied                           |
| Pasqualine Gallacchi       | 1968     | Die Mitte/EVP     | Kleinbasel      | 2011–2017 2020           | Mitglied                           |
| Balz Herter                | 1984     | Die Mitte/EVP     | Kleinbasel      | 2009–2011 2017           | Mitglied Ratsbüro                  |
| Eric Weber                 | 1963     | VA (fraktionslos) | Kleinbasel      | 1984–1992 2013–2016 2021 | Mitglied                           |
| Daniel Hettich             | 1960     | LDP               | Riehen          | 2017                     | Mitglied                           |
| Nicole Strahm-Lavanchy     | 1961     | LDP               | Riehen          | 2021                     | Mitglied                           |
| Jenny Schweizer            | 1964     | SVP               | Riehen          | 2021                     | Mitglied                           |
| Felix Wehrli               | 1960     | SVP               | Riehen          | 2017                     | Mitglied                           |
| Sasha Mazzotti             | 1968     | SP                | Riehen          | 2017                     | Mitglied                           |
| Franziska Roth             | 1964     | SP                | Riehen          | 2013                     | Mitglied                           |
| Andreas Zappalà            | 1963     | FDP               | Riehen          | 2011                     | Mitglied                           |
| Daniel Albietz             | 1971     | Die Mitte/EVP     | Riehen          | 2021                     | Mitglied                           |
| Thomas Widmer-Huber        | 1965     | Die Mitte/EVP     | Riehen          | 2019                     | Mitglied                           |
| Béla Bartha                | 1961     | GAB               | Riehen          | 2022                     | Mitglied                           |
| Sandra Bothe-Wenk          | 1968     | GLP               | Riehen          | 2020                     | Mitglied                           |
| Olivier Battaglia          | 1965     | LDP               | Bettingen       | 2017                     | Mitglied                           |